# AB4ü Bay 97b
Bei den Pfälzischen AB4ü von 1897 handelt es sich um vierachsige Abteilwagen mit Seitengang für Schnellzüge nach den Musterblättern 013I und 013II aus dem Wagenstandsverzeichnis von 1913 für das pfälzische Netz der Königlich Bayerischen Eisenbahnen.

## Geschichte/Beschaffung
Mit dem vermehrten Aufkommen der überregionalen Reisezüge und Schnellzüge im ersten Jahrzehnt nach 1900 mussten sich auch die Pfälzischen Eisenbahnen damit auseinandersetzen, entsprechende Wagentypen für diese Zuggattungen zur Verfügung stellen zu können. Insbesondere der mit den benachbarten Bahnen vereinbarte Wagenausgleich veranlasste die Pfalzbahn dazu, ebenfalls Wagen für den gehobenen Reisezugverkehr zu beschaffen. Als Wagen für die 1. und 2. Klasse wurden daher in den Jahren 1897 bis 1890 insgesamt sechzehn Wagen dieses Typs bei der Fa. Waggonbau Gebr. Gastell, Mainz-Mombach, beschafft. De Beschaffung erfolgte für alle drei Teilgesellschaften, wobei für die Ludwigsbahn und die Maximiliansbahn jeweils sieben Wagen beschafft wurden.

## Einsatz
Gemäß dem bei den Pfälzischen Eisenbahnen geltenden Nummernschema wurde dieser Wagentypen von allen drei Gesellschaften der Pfälzischen Eisenbahnen beschafft. Es kann somit vermutet werden, dass sie ihren Einsatz in den hochwertigen Schnellzügen der jeweiligen Relationen fanden. Dazu gehörten Relationen wie Saarbrücken–Landau–Bruchsal–München oder auch Saarbrücken–Ludwigshafen–Frankfurt.
Die beiden Wagen nach Blatt 013II wurden in den Gotthard Schnellzügen auf der Relation Holland-Schweiz-Italien über Bingerbrück, Bad Münster, Neustadt a.H., Strassburg und Basel als Buffetwagen eingestellt. Sie liefen ab Mai 1897 in den Zügen 84/85 und wurden von der DESG bewirtschaftet. Bereits im Sommerfahrplan 1898 wurden die Wagen durch reguläre Speisewagen der ISG ersetzt. Die beiden Wagen wurden daraufhin umgebaut und die Küchen durch zwei Abteile der 2. Klasse ersetzt.

## Verbleib
Mit der Eingliederung der Pfalzbahn in die Bayerische Staatsbahn 1909 wurden auch diese Wagen übernommen. 1920 kamen die Wagen dann zur Gruppenverwaltung Bayern der Reichsbahn und wurden der Direktion Ludwigshafen unterstellt. Sie erhielten dort die Gattungskennung AB4ü Bay 97a bzw. AB4ü Bay 97b zur Unterscheidung zu den bereits vorhandenen Wagen nach Blatt 75 der K.Bay.Sts.B. Der weitere Weg ist nicht bekannt, da bei der Reichsbahn keine gesonderten Daten für die ehemaligen pfälzischen Wagen geführt wurden.

## Konstruktive Merkmale

### Untergestell
Der Rahmen: bestand aus genieteten Walzprofilen. Die äußeren Längsträger hatten eine U-Form mit nach außen zeigenden Flanschen. Zur Unterstützung des Wagenkastens auf Grund des großen Drehzapfenabstandes wurde ein Sprengwerk aus Profilen und Säulenständern in der Ebene der äußeren Längsträger eingebaut. Als Zugeinrichtung hatten die Wagen Schraubenkupplungen mit Sicherheitshaken nach VDEV, die Zugstange war durchgehend und mittig gefedert. Als Stoßeinrichtung besaßen die Wagen zweifach geschlitzte Korbpuffer mit einer Einbaulänge von 650 mm. Die Pufferteller hatten einen Durchmesser von 400 mm. Diese wurden später teilweise durch Hülsenpuffer ersetzt.

### Laufwerk
Die Wagen besaßen noch die kurzen Drehgestelle bayerischer Bauart mit einem Radstand von 2.500 mm eingesetzt. Diese hatten einen aus Blechen und Winkeln genieteten Rahmen. Gelagert waren die Achsen in Gleitachslagern. Die Räder hatten Speichenradkörper und einen Raddurchmesser von 1.014 mm. Neben einer Handbremse kamen zwei Systeme von Druckluftbremsen zum Einsatz, die den Übergang zu benachbarten Bahngesellschaften ermöglichten.

### Wagenkasten
Der Rahmen des Wagenkastens bestand aus einem hölzernen Ständerwerk, innen mit Holz, außen mit Blech beplankt. Die geraden Seitenwände waren bis über die äußeren Längsträger heruntergezogen. An beiden Wagenenden gab es durch Faltenbälge geschlossene Übergänge, die Eingangstüren waren eingezogen. Die Wagen besaßen ein flaches Tonnendach. An beiden Wagenenden besaß der Wagen eine Toilette und einen seitlichen Durchgang. Die beiden Abteile der ersten Klasse befanden sich an dem einen Wagenende, die Abteile der 2. Klasse folgten.

### Ausstattung
Die Beleuchtung der Wagen erfolgte ursprünglich durch Gas-Glühleuchten. Diese wurden nach 1920 ersetzt durch elektrische Leuchten.
Beheizt wurden die Wagen mit Dampf.
Eine Belüftung erfolgte durch statische Lüfter auf dem Dach.

## Skizzen, Musterblätter, Fotos

Ansicht zu Blatt 013 aus dem WV von 1913

## Wagennummern
Die Daten sind dem Wagenverzeichnis der Pfälzischen Eisenbahnen von 1902, dem Wagenpark-Verzeichnis der Kgl.Bayer.Staatseisenbahnen – Pfälzisches Netz, aufgestellt nach dem Stand vom 31. März 1913, sowie den Büchern von Emil Konrad (Reisezugwagen der deutschen Länderbahnen, Band II) und  Albert Mühl (Die Pfalzbahn) entnommen.
| Blatt-Nr. Herstelld. | Blatt-Nr. Herstelld. | Gattungszeichen je Epoche Wagennummern je Epoche (mit Direktionsangaben) | Gattungszeichen je Epoche Wagennummern je Epoche (mit Direktionsangaben) | Gattungszeichen je Epoche Wagennummern je Epoche (mit Direktionsangaben) | Gattungszeichen je Epoche Wagennummern je Epoche (mit Direktionsangaben) | Gattungszeichen je Epoche Wagennummern je Epoche (mit Direktionsangaben) | Gattungszeichen je Epoche Wagennummern je Epoche (mit Direktionsangaben) | Gattungszeichen je Epoche Wagennummern je Epoche (mit Direktionsangaben) | Gattungszeichen je Epoche Wagennummern je Epoche (mit Direktionsangaben) | Fahrwerk      | Fahrwerk | Fahrwerk                  | Fahrwerk                  | Fahrwerk                  | Ausstattung               | Ausstattung               | Ausstattung                                         | Ausstattung                                         | Ausstattung                                         | Ausstattung                                         | Ausstattung                                         | Ausstattung | Ausstattung | Zusatzinfos    | Zusatzinfos                       |
| Bau- jahr            | Her- steller         | ab 1875                                                                  | ab 1906                                                                  | Rep. 1919                                                                | DR (ab 1923)                                                             | DRG (ab 1930)                                                            | DRG n. Umbau                                                             | Ausge- mustert                                                           | letzt. Heimat-Bf.                                                        | Anz. Ach- sen | LüP      | Unt. Gest.                | LA.                       | Brem- sen                 | Bl.                       | Hz.                       | Art u.Anz. Abteile (Sitze je Klasse) [Mil. Nutzung] | Art u.Anz. Abteile (Sitze je Klasse) [Mil. Nutzung] | Art u.Anz. Abteile (Sitze je Klasse) [Mil. Nutzung] | Art u.Anz. Abteile (Sitze je Klasse) [Mil. Nutzung] | Art u.Anz. Abteile (Sitze je Klasse) [Mil. Nutzung] | Mil.        | Mil.        | Sig- nal- hlt. | Bemerkung                         |
| Blatt-Nr. 013I       | Blatt-Nr. 013I       | ABB                                                                      | ABBü                                                                     |                                                                          | AB4ü Bay 97a                                                             | AB4ü Bay 97a                                                             |                                                                          |                                                                          |                                                                          |               |          | (siehe jeweilige Legende) | (siehe jeweilige Legende) | (siehe jeweilige Legende) | (siehe jeweilige Legende) | (siehe jeweilige Legende) | A                                                   | 1.                                                  | 2.                                                  | 3.                                                  | 4.                                                  | O           | M           |                | auf Rechnung Ludwigsbahn          |
| -------------------- | -------------------- | ------------------------------------------------------------------------ | ------------------------------------------------------------------------ | ------------------------------------------------------------------------ | ------------------------------------------------------------------------ | ------------------------------------------------------------------------ | ------------------------------------------------------------------------ | ------------------------------------------------------------------------ | ------------------------------------------------------------------------ | ------------- | -------- | ------------------------- | ------------------------- | ------------------------- | ------------------------- | ------------------------- | --------------------------------------------------- | --------------------------------------------------- | --------------------------------------------------- | --------------------------------------------------- | --------------------------------------------------- | ----------- | ----------- | -------------- | --------------------------------- |
| 1897/ 1898           | Gastell              | 1 751                                                                    | 1 751                                                                    |                                                                          | 21 084 Lu                                                                | 13 025 Lu                                                                |                                                                          |                                                                          |                                                                          | 4             | 19.330   | HE E                      |                           | Pl Wsbr Hnbr              | Ggl                       | D                         | 2                                                   | 2 (8)                                               | 5 (30)                                              |                                                     |                                                     | 42          |             | IT CH          |                                   |
| 1897/ 1898           | Gastell              | 1 752                                                                    | 1 752                                                                    |                                                                          | 21 133 Lu                                                                | 13 026 Lu                                                                |                                                                          |                                                                          |                                                                          | 4             | 19.330   | HE E                      |                           | Pl Wsbr Hnbr              | Ggl                       | D                         | 2                                                   | 2 (8)                                               | 5 (30)                                              |                                                     |                                                     | 42          |             | IT CH          |                                   |
| 1897/ 1898           | Gastell              | 1 753                                                                    | 1 753                                                                    |                                                                          | 21 055 Lu                                                                | 13 027 Dre                                                               |                                                                          |                                                                          |                                                                          | 4             | 19.330   | HE E                      |                           | Pl Wsbr Hnbr              | Ggl                       | D                         | 2                                                   | 2 (8)                                               | 5 (30)                                              |                                                     |                                                     | 42          |             | IT CH          |                                   |
| 1897/ 1898           | Gastell              | 1 754                                                                    | 1 754                                                                    |                                                                          |                                                                          |                                                                          |                                                                          |                                                                          |                                                                          | 4             | 19.330   | HE E                      |                           | Pl Wsbr Hnbr              | Ggl                       | D                         | 2                                                   | 2 (8)                                               | 5 (30)                                              |                                                     |                                                     | 42          |             | IT CH          |                                   |
| 1900                 | Gastell              | 1 755                                                                    | 1 755                                                                    |                                                                          | 21 056 Lu                                                                | 13 028 Dre                                                               |                                                                          |                                                                          |                                                                          | 4             | 19.330   | HE E                      |                           | Pl Wsbr Hnbr              | Ggl                       | D                         | 2                                                   | 2 (8)                                               | 5 (30)                                              |                                                     |                                                     | 42          |             | IT CH          |                                   |
| 1900                 | Gastell              | 1 756                                                                    | 1 756                                                                    |                                                                          |                                                                          |                                                                          |                                                                          |                                                                          |                                                                          | 4             | 19.330   | HE E                      |                           | Pl Wsbr Hnbr              | Ggl                       | D                         | 2                                                   | 2 (8)                                               | 5 (30)                                              |                                                     |                                                     | 42          |             | IT CH          |                                   |
| 1900                 | Gastell              | 1 757                                                                    | 1 757                                                                    |                                                                          |                                                                          |                                                                          |                                                                          |                                                                          |                                                                          | 4             | 19.330   | HE E                      |                           | Pl Wsbr Hnbr              | Ggl                       | D                         | 2                                                   | 2 (8)                                               | 5 (30)                                              |                                                     |                                                     | 42          |             | IT CH          |                                   |
| Blatt-Nr. 013I       | Blatt-Nr. 013I       | ABB                                                                      | ABBü                                                                     |                                                                          | AB4ü Bay 97a                                                             | AB4ü Bay 97a                                                             |                                                                          |                                                                          |                                                                          |               |          | (siehe jeweilige Legende) | (siehe jeweilige Legende) | (siehe jeweilige Legende) | (siehe jeweilige Legende) | (siehe jeweilige Legende) | A                                                   | 1.                                                  | 2.                                                  | 3.                                                  | 4.                                                  | O           | M           |                | auf Rechnung Nordbahngesellschaft |
| 1900                 | Gastell              | 3 040                                                                    | 3 040                                                                    |                                                                          | 21 015 Lu                                                                | 13 097 Lu                                                                |                                                                          |                                                                          |                                                                          | 4             | 19.330   | HE; E                     |                           | Pl Wsbr Hnbr              | Ggl                       | D                         | 2                                                   | 2 (8)                                               | 5 (30)                                              |                                                     |                                                     | 42          |             | IT CH          |                                   |
| Blatt-Nr. 013I       | Blatt-Nr. 013I       | ABB                                                                      | ABBü                                                                     |                                                                          | AB4ü Bay 97a                                                             | AB4ü Bay 97a                                                             |                                                                          |                                                                          |                                                                          |               |          | (siehe jeweilige Legende) | (siehe jeweilige Legende) | (siehe jeweilige Legende) | (siehe jeweilige Legende) | (siehe jeweilige Legende) | A                                                   | 1.                                                  | 2.                                                  | 3.                                                  | 4.                                                  | O           | M           |                | auf Rechnung Maximiliensbahn      |
| 1897                 | Gastell              | 5 026                                                                    | 5 026                                                                    |                                                                          | 21 058 Lu                                                                | 13 029 Dre                                                               |                                                                          |                                                                          |                                                                          | 4             | 19.330   | HE E                      |                           | Pl Wsbr Hnbr              | Ggl                       | D                         | 2                                                   | 2 (8)                                               | 5 (30)                                              |                                                     |                                                     | 42          |             | IT CH          |                                   |
| 1897                 | Gastell              | 5 027                                                                    | 5 027                                                                    |                                                                          | 21 116 Lu                                                                | 13 030 Mü                                                                |                                                                          |                                                                          |                                                                          | 4             | 19.330   | HE E                      |                           | Pl Wsbr Hnbr              | Ggl                       | D                         | 2                                                   | 2 (8)                                               | 5 (30)                                              |                                                     |                                                     | 42          |             | IT CH          |                                   |
| 1898                 | Gastell              | 5 029                                                                    | 5 029                                                                    |                                                                          |                                                                          |                                                                          |                                                                          |                                                                          |                                                                          | 4             | 19.330   | HE E                      |                           | Pl Wsbr Hnbr              | Ggl                       | D                         | 2                                                   | 2 (8)                                               | 5 (30)                                              |                                                     |                                                     | 42          |             | IT CH          |                                   |
| 1898                 | Gastell              | 5 030                                                                    | 5 030                                                                    |                                                                          |                                                                          |                                                                          |                                                                          |                                                                          |                                                                          | 4             | 19.330   | HE E                      |                           | Pl Wsbr Hnbr              | Ggl                       | D                         | 2                                                   | 2 (8)                                               | 5 (30)                                              |                                                     |                                                     | 42          |             | IT CH          |                                   |
| 1900                 | Gastell              | 5 031                                                                    | 5 031                                                                    |                                                                          | 21 019 Lu                                                                | 13 098 Lu                                                                |                                                                          |                                                                          |                                                                          | 4             | 19.330   | HE E                      |                           | Pl Wsbr Hnbr              | Ggl                       | D                         | 2                                                   | 2 (8)                                               | 5 (30)                                              |                                                     |                                                     | 42          |             | IT CH          |                                   |
| 1900                 | Gastell              | 5 032                                                                    | 5 032                                                                    |                                                                          |                                                                          |                                                                          |                                                                          |                                                                          |                                                                          | 4             | 19.330   | HE E                      |                           | Pl Wsbr Hnbr              | Ggl                       | D                         | 2                                                   | 2 (8)                                               | 5 (30)                                              |                                                     |                                                     | 42          |             | IT CH          |                                   |
| Blatt-Nr. 013II      | Blatt-Nr. 013II      | ABB                                                                      | ABBü                                                                     |                                                                          | AB4ü Bay 97b                                                             | AB4ü Bay 97b                                                             |                                                                          |                                                                          |                                                                          |               |          | (siehe jeweilige Legende) | (siehe jeweilige Legende) | (siehe jeweilige Legende) | (siehe jeweilige Legende) | (siehe jeweilige Legende) | A                                                   | 1.                                                  | 2.                                                  | 3.                                                  | 4.                                                  | O           | M           |                | auf Rechnung Ludwigsbahn          |
| 1897                 | Gastell              | 14                                                                       | 14                                                                       |                                                                          | 21 115 Lu                                                                | 13 024 Lu                                                                |                                                                          |                                                                          |                                                                          | 4             | 19.330   | HE; E                     |                           | Pl Wsbr Hnbr              | Ggl                       | D                         | 2                                                   | 2 (8)                                               | 5 (30)                                              |                                                     |                                                     | 41          |             | IT CH          | [ Anm. 1 ]                        |
| Blatt-Nr. 013II      | Blatt-Nr. 013II      | ABB                                                                      | ABBü                                                                     |                                                                          | AB4ü Bay 97b                                                             | AB4ü Bay 97b                                                             |                                                                          |                                                                          |                                                                          |               |          | (siehe jeweilige Legende) | (siehe jeweilige Legende) | (siehe jeweilige Legende) | (siehe jeweilige Legende) | (siehe jeweilige Legende) | A                                                   | 1.                                                  | 2.                                                  | 3.                                                  | 4.                                                  | O           | M           |                | auf Rechnung Maximiliansbahn      |
| 1897                 | Gastell              | 5028                                                                     | 5028                                                                     |                                                                          | 21 016 Lu                                                                | 13 031 Lu                                                                |                                                                          |                                                                          |                                                                          | 4             | 19.330   | HE; E                     |                           | Pl Wsbr Hnbr              | Ggl                       | D                         | 2                                                   | 2 (8)                                               | 5 (30)                                              |                                                     |                                                     | 41          |             | IT CH          | [ Anm. 2 ]                        |